# 플래쉬 고든 (영화)
플래쉬 고든(Flash Gordon)은 미국에서 제작된 프레더릭 스테파니 감독의 1936년 영화이다. 버스터 크래브 등이 주연으로 출연하였고 헨리 맥래 등이 제작에 참여하였다.
이 영화는 문화적, 역사적, 미적 중요성으로 인해 미국 의회도서관에 의해 미국 국립영화등기부의 보존물로 선정되었다.

## 출연

### 주연
- 버스터 크래브
- 진 로저스

### 조연
- 찰스 미들턴
- 프리실라 로슨
- 프랭크 샤논
- 리처드 알렉산더
- 잭 립슨
- 데오도르 로치
- 리처드 터커
- 조지 클리브랜드
- 하우스 피터 주니어
- 제임스 피어스

## 제작진
- 미술: 랠프 버거